# أهل الواد (باب مرزوقة)
أهل الواد هي إحدى مشيخات المملكة المغربية، تتبع جغرافيا لإقليم تازة وإداريًا لباب مرزوقة. يقدر عدد سكانها بـ 12516 نسمة حسب الإحصاء الرسمي للسكان والسكنى لسنة 2004.